# Kriminologie
Kriminologie (zusammengesetzt aus lateinisch crimen ‚Verbrechen‘ und -logie von dem griechischen und lateinischen Wort -logia; von altgr. λόγος lógos, ‚Wort‘, auch: ‚Lehre‘,) bedeutet wörtlich übersetzt Lehre vom Verbrechen.
Die Kriminologie ist heute eine interdisziplinäre Sozialwissenschaft, die sich sowohl empirisch als auch theoretisch mit Kriminalität und den gesellschaftlichen Reaktionen darauf beschäftigt. Abzugrenzen ist die Kriminologie von der Kriminalistik, der Lehre von den Mitteln und Methoden der Verbrechensbekämpfung und Verbrechensaufklärung. Von der dogmatischen Strafrechtswissenschaft unterscheidet sich die Kriminologie wiederum durch ihren erfahrungswissenschaftlichen, nichtjuristischen Zugang zum Thema Kriminalität.
Die genaue Entstehungszeit der Kriminologie als Wissenschaft ist umstritten. Seit dem 18. Jahrhundert hatte es durch Cesare Beccaria und andere Autoren verstärkt Diskussionen über eine Reform des Strafrechts und über das Gefängniswesen gegeben, die oft als sogenannte „klassische Schule der Kriminologie“ angesehen werden. Als Wissenschaft unter diesem Namen lässt sich Kriminologie seit Raffaele Garofalo in der zweiten Hälfte des 19. Jahrhunderts nachweisen. Oft gilt Cesare Lombroso mit seiner Idee vom „geborenen Verbrecher“ als Gründungsvater der Kriminologie.
Die Kriminologie befasste sich zunächst vor allem mit ätiologischen Fragen nach den Ursachen der Kriminalität, wobei sie sich meist auf die Person des Täters fokussierte. Man stritt sich über die Frage, welche Umstände es waren, die einen konkreten Täter zum „Kriminellen“ hatten werden lassen. Waren es in der Person des Täters selbst liegende (psychische, biologische) Umstände oder waren es Umweltfaktoren? Hierbei kam es zu einer engen Bindung zwischen der Kriminologie und dem Kriminaljustizsystem, in dessen Dienste sich die kriminologische Ursachenforschung stellte.
Im Laufe des 20. Jahrhunderts löste sich die Kriminologie von dieser zunächst einseitigen Fixierung auf den „Täter“ und die Ursachenforschung in Bezug auf dessen Delinquenz. Sie wurde mehr und mehr zu einer Wissenschaft, die sich auch mit dem Kriminaljustizsystem und der Gesetzgebung – den Instanzen der „Kriminalisierung“ also – beschäftigte. Teile der Kriminologie wandten sich zudem von ihrer ursprünglich engen Bindung an die Instanzen der staatlichen Kriminalkontrolle ab und wurden zu einer autonomen Disziplin. Im Rahmen der seit den Sechziger Jahren des 20. Jahrhunderts entstandenen Kritischen Kriminologie wurde sogar ein explizit herrschaftskritischer Diskurs begründet.
Dieser Artikel geht, nach einer näheren Umschreibung des Begriffes und der Arbeitsweisen der Kriminologie, vor allem auf die Geschichte der Disziplin ein. Nähere Erläuterungen zu einzelnen kriminologischen Theorien und Denkschulen finden sich in den entsprechenden Spezialartikeln. Thematische Überschneidungen gibt es zudem mit Themen und Disziplinen wie der Kriminalsoziologie, der Kriminalbiologie, der Kriminalpsychologie und den Kriminalitätstheorien.

## Aufgabengebiet und Arbeitsweise
Der Begriff der Kriminologie ist vom Begriff der Kriminalistik abzugrenzen. Beide Wissenschaften zählen zu den sogenannten nichtjuristischen Kriminalwissenschaften, die von den juristischen Kriminalwissenschaften wie der materiellen Strafrechtslehre zu unterscheiden sind. Während primäres Ziel der Kriminologie die abstrakte (also nicht auf einen bestimmten Fall bezogene) Erkenntnisgewinnung über die Ursachen und Erscheinungsformen von Kriminalität ist, beschäftigt sich die Kriminalistik mit der konkreten – praxisbezogenen – Fragestellung der Verhütung (Prävention), Bekämpfung und Aufklärung (einzelner) Straftaten. Ein weiteres Unterscheidungsmerkmal ist, dass sich die Kriminologie im Gegensatz zur Kriminalistik und im Unterschied zum Strafrecht eines soziologischen, vom Kriminaljustizsystem unabhängigen, Verbrechensbegriffs bedient. Während die Kriminalistik daher als Hilfswissenschaft charakterisiert wird, gilt die Kriminologie darüber hinaus als eigenständige akademische Wissenschaft, die eine Metaperspektive einnimmt und dadurch im Vergleich zur Kriminalistik auch eine größere Distanz zum Kriminaljustizsystem aufweist.
Einem im deutschsprachigen Raum vorherrschenden Verständnis zufolge bedient sich die Kriminologie verschiedener Bezugswissenschaften wie Psychiatrie, Soziologie und Pädagogik, Psychologie, Ethnologie und Anthropologie, sowie in den letzten Jahrzehnten verstärkt der Wirtschaftswissenschaft. Diesem Verständnis zufolge gibt es dann keinen eigenständigen spezifisch „kriminologischen“ Wissensgegenstand. Teilweise wurde diese Sichtweise auf die Kriminologie als eine Art „Clearing-Zentrale“ bezeichnet. Im angelsächsischen Raum sowie in der deutschsprachigen Kritischen Kriminologie hingegen wird „Kriminologie“ ca. seit den Siebziger Jahren des 20. Jahrhunderts ganz überwiegend mit Kriminalsoziologie gleichgesetzt. Die Kriminologie wird diesem Ansatz zufolge als Kriminalsoziologie also zu einer Spezialdisziplin der allgemeinen Soziologie und bedient sich allein derer Theorien und Methoden.
In Deutschland ist die universitäre Kriminologie weitgehend den rechtswissenschaftlichen Fakultäten angegliedert. Im Rahmen des Jurastudiums wurde Kriminologie vor der Unterteilung der Juristenausbildung in einen staatlichen und einen universitären Teil im Jahr 2003 oftmals als Teilbestandteil der Wahlfachgruppe Kriminologie, Jugendstrafrecht, Strafvollzug gelehrt. Heute wird verbreitet ein Schwerpunktbereich Kriminalwissenschaften angeboten, in den auch kriminologische Anteile integriert sind. Sozialwissenschaftlich ausgerichtet waren hingegen die eigenständigen kriminologischen Studiengänge am Institut für Kriminologische Sozialforschung in Hamburg. In angloamerikanischen und skandinavischen Ländern ist das Fach Kriminologie ohnehin überwiegend den sozialwissenschaftlichen Fachbereichen zugeordnet.
Zentrale Betrachtungspunkte der modernen Kriminologie als interdisziplinärer Sozialwissenschaft sind das Verbrechen, der Verbrecher, das Verbrechensopfer, die Verbrechenskontrolle sowie die Instanzen der sozialen Kontrolle (insbesondere die Justiz und die Polizei). Die heutige Kriminologie kann somit definiert werden als Wissenschaft vom abweichenden Verhalten und den gesellschaftlichen Reaktionen darauf.
Kriminologie umfasst insbesondere die Kriminalitätstheorien (darunter auch die Kontrolltheorien, welche der Frage nachgehen, warum Menschen sich konform verhalten – also nicht kriminell werden); zur Kriminologie muss weiterhin auch der Bereich der empirischen Überprüfung der Sinnhaftigkeit von Strafe gestellt werden. Diese wird vom kriminologischen Abolitionismus entweder ganz oder teilweise in Frage gestellt. Hierbei handelt es sich um eine Strömung der Kriminologie, welche die Abschaffung jeglicher Art von Freiheitsentzug oder sogar des Strafrechts insgesamt fordert. Philosophische Fragen hinsichtlich der Sinnhaftigkeit des Strafrechts stellt hingegen die Rechtsphilosophie. Des Weiteren befasst sich die moderne Kriminologie mit Gebieten wie der Justizforschung und der Polizeiforschung (im angelsächsischen Raum: policing). Bei den Kriminalitätstheorien bestehen erhebliche Schnittmengen mit den in der Einleitung aufgeführten Bezugswissenschaften, insbesondere mit der Kriminalsoziologie und der Psychologie.
Was die Kriminalitätstheorien anbelangt, so können diese von ihrem Umfang her zunächst in sehr umfassende, das Gesamtphänomen der Kriminalität zu erklären beanspruchende Makrotheorien und in sich auf die Erklärung bestimmter Teilbereiche beschränkende Mikrotheorien eingeteilt werden.
Was die inhaltliche Ebene anbetrifft, lassen sich heutzutage eine Vielzahl sehr unterschiedlicher Erklärungsansätze unterscheiden. Diese lassen sich grob in ein Dreierschema einteilen, nämlich in:
- täterorientierte Theorien (biologische, psychologische und psychiatrische Erklärungsmuster: ätiologisch)
- gesellschaftlich orientierte Theorien (soziologische und sozialpsychologische Erklärungsansätze: ätiologisch)
- auf die Kriminalitätskontrolle bezogene Theorien (Kriminalisierungsprozess, Labeling: nicht ätiologisch)[13]

Betrachtet man Kriminalität als Massenerscheinung, benutzt die Kriminologie auch die bekannten Kriminalstatistiken. Zentrale Begriffe hierbei sind das Hellfeld und das Dunkelfeld. Problematisch ist in diesem Zusammenhang stets die begrenzte Aussagekraft der Statistiken, die lediglich das Hellfeld, nämlich die den Kriminalitätsverfolgungsbehörden (durch Strafanzeigen usw.) bekannt gewordenen Straftaten enthalten. Daher ist die Erforschung („Aufhellung“) des Dunkelfeldes erforderlich. Man unterscheidet zwischen dem relativen und dem absoluten Dunkelfeld. Nur das relative Dunkelfeld gilt als durch Dunkelfeldforschung – z. B. durch Opferbefragungen – durchleuchtbar. Für das absolute Dunkelfeld existiert nicht einmal diese Möglichkeit. Dies kann z. B. der Fall sein, weil potentielle Straftaten ihren Opfern gar nicht als solche bekannt geworden sind, sie diese bereits vergessen haben oder aber weil die Opfer (z. B. eines Tötungsdeliktes) überhaupt nicht mehr befragt werden können.

## Geschichte und Strömungen der Kriminologie
Die systematische Beschäftigung mit Kriminalität beginnt im 18. Jahrhundert im Rahmen der Aufklärung. Der Begriff Kriminologie kommt erst in der zweiten Hälfte des 19. Jahrhunderts auf. Laut Hans-Dieter Schwind soll er von Paul Topinard stammen, nachweislich verwendet wurde er erstmals von Raffaele Garofalo als Titel seines 1885 veröffentlichten Werkes Criminologia.

### Die klassische Schule

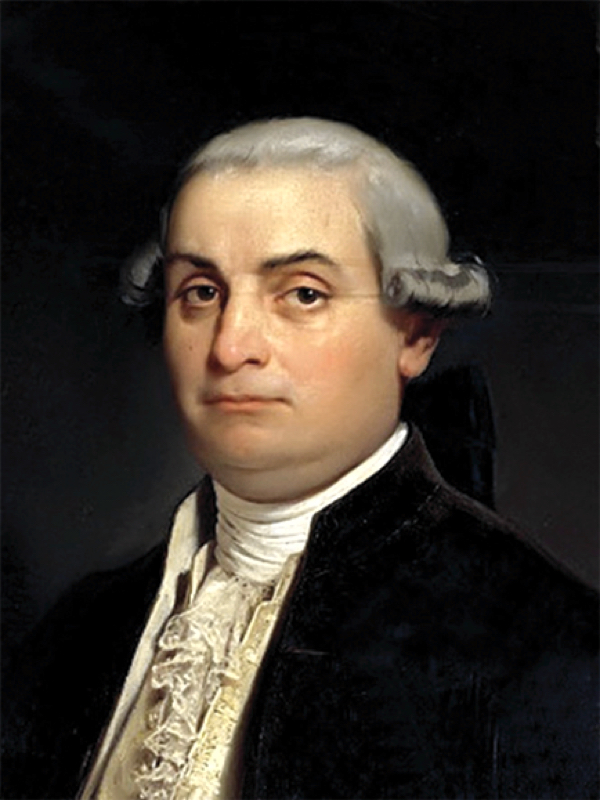
Cesare Beccaria

Die sogenannte „klassische Schule“ begründet noch kein eigenständiges Fach Kriminologie. Die Thematisierung der Kriminalität erfolgt nicht aus der Sicht von Experten, sondern aus der einzelner Universalgelehrter. Aus deren Sicht ist das Verbrechen eine allgegenwärtige Versuchung für alle Menschen. Der Frage, warum einige Menschen dem Verbrechen verfallen und andere nicht, wird nicht nachgegangen. Sie treten vielmehr im Wesentlichen noch als Strafrechtsreformer oder als (Rechts-)Philosophen auf. Unabhängig vom noch nicht verwendeten Fachausdruck Kriminologie wird der Diskurs dieser Gelehrten daher teilweise auch aus inhaltlichen Gründen noch nicht als kriminologisch, sondern als präkriminologisch bezeichnet.
Hauptvertreter und Begründer des „Klassischen Schule“ ist Cesare Beccaria. Der Mailänder veröffentlichte 1764 eine Schrift mit dem Titel Dei delitti e delle pene (deutsch: Von den Verbrechen und von den Strafen), die bald ins Französische und Deutsche übersetzt wurde und europaweit eine Debatte über Strafgesetzgebung und Kriminalpolitik entfachte. Beccarias Argumentation basiert auf der Annahme der Aufklärung, dass alle Menschen gleich und frei seien. Für das Kriminalitätsverständnis folgt daraus, dass im Prinzip jeder Mensch fähig ist, eine Straftat zu begehen und es keine individuellen Ursachen jenseits der freien Entscheidung dafür gibt. Damit werden mögliche täterorientierte Erklärungen der Delinquenz verworfen bzw. noch überhaupt nicht diskutiert. Als Ursache von Kriminalität benennt Beccaria besonders eine unvernünftige Gesetzgebung, die die Zahl der mit Strafe bedrohten Handlungen vermehrt statt sie zu vermindern. Als weitere Ursachen nennt er eine korrupte Rechtsprechung, unzureichend geregelte Strafverfahren und die Begünstigung des Denunziantentums durch geheime Anklagen. Somit sind die Ursachen für Kriminalität im Kriminaljustizsystem selbst angelegt. Zudem prangert er in seiner Schrift die Nutzlosigkeit und Ungerechtigkeit der Todesstrafe und der Folter an. Wolfgang Naucke zufolge gilt Beccaria daher üblicherweise als Mitbegründer eines rechtsstaatlichen Strafrechts, als Humanist und als jemand, der sich gegen eine sinnlose Brutalität des Strafens ausgesprochen habe. Diesem „gewohnten Beccaria-Bild“ stellt Naucke sein eigenes, deutlich kritischeres Beccaria-Bild gegenüber. Das säkularisierte zweckmäßige Strafrecht habe selbst eine Tendenz zur Brutalisierung. Er kritisiert an Beccarias Ansatz, dass dieser die Strafen eben nicht aufgrund absoluter Grenzen, sondern lediglich aus Zweckmäßigkeitsgründen begrenzt habe. So habe Beccaria auch die Todesstrafe nur für „normale Zeiten“ abschaffen wollen, in unruhigen Zeiten sei die Todesstrafe aus Beccarias Sicht hingegen nicht zu vermeiden, da sie dann nützlich sei.
Laut Karl-Ludwig Kunz und Tobias Singelnstein folgt für die von Beccaria geprägte „Klassische Schule“ die Notwendigkeit einer rechtsstaatlichen Mäßigung der Strafgewalt aus Nützlichkeitserwägungen. Es werde einem „ökonomischen Kalkül des Strafens“ gefolgt, das dessen Wirksamkeit und soziale Akzeptanz erhöhen soll. Es soll nicht mehr maßlos gestraft werden, sondern gerade so viel, wie ausreicht, um Delikte zu verhindern. Das sei die Grundlage für ein sozialtechnisch bestimmtes, präventionsbezogenes und effizienzorientiertes Strafrecht.
Die Entwicklungslinie auf dem Weg zu einem am Gedanken der Prävention und der Effizienz orientierten Strafrecht wurde besonders von Jeremy Bentham im Rahmen des britischen Utilitarismus weiter verfolgt. Im Bemühen um höchste technologische Strafeffizienz schlug er das Panopticon vor, einen Gefängnisbau, der totale Überwachung ermöglicht.
Als weitere Impulsgeber der „Klassischen Schule“ nennt Bernd-Dieter Meier den Engländer Samuel Romilly, der die Abschaffung der Todesstrafe für Diebstahl und Bettelei durchsetzt, den englischen Gefängnisreformer John Howard und Paul Johann Anselm von Feuerbach, der sich ebenfalls für die Abschaffung der Todesstrafe aussprach, die Abschaffung der Folter durchsetzte und unter dessen Einfluss in Bayern das erste moderne Strafgesetzbuch entstand.

### Die positivistische Schule

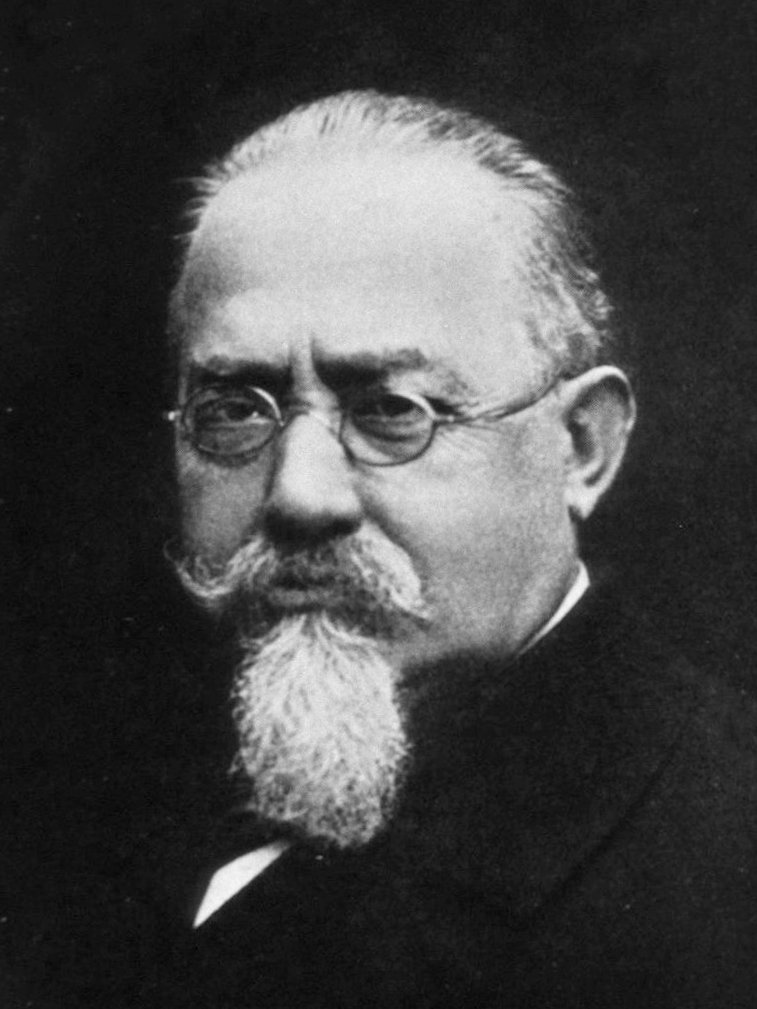
Cesare Lombroso

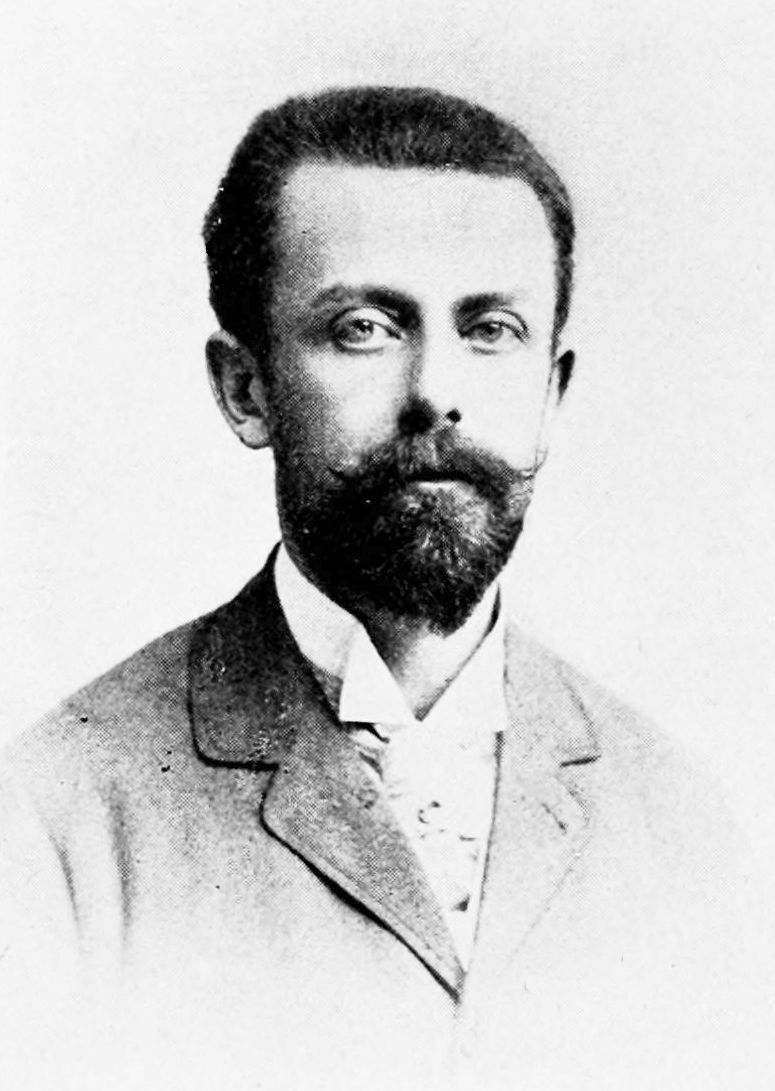
Raffaele Garofalo

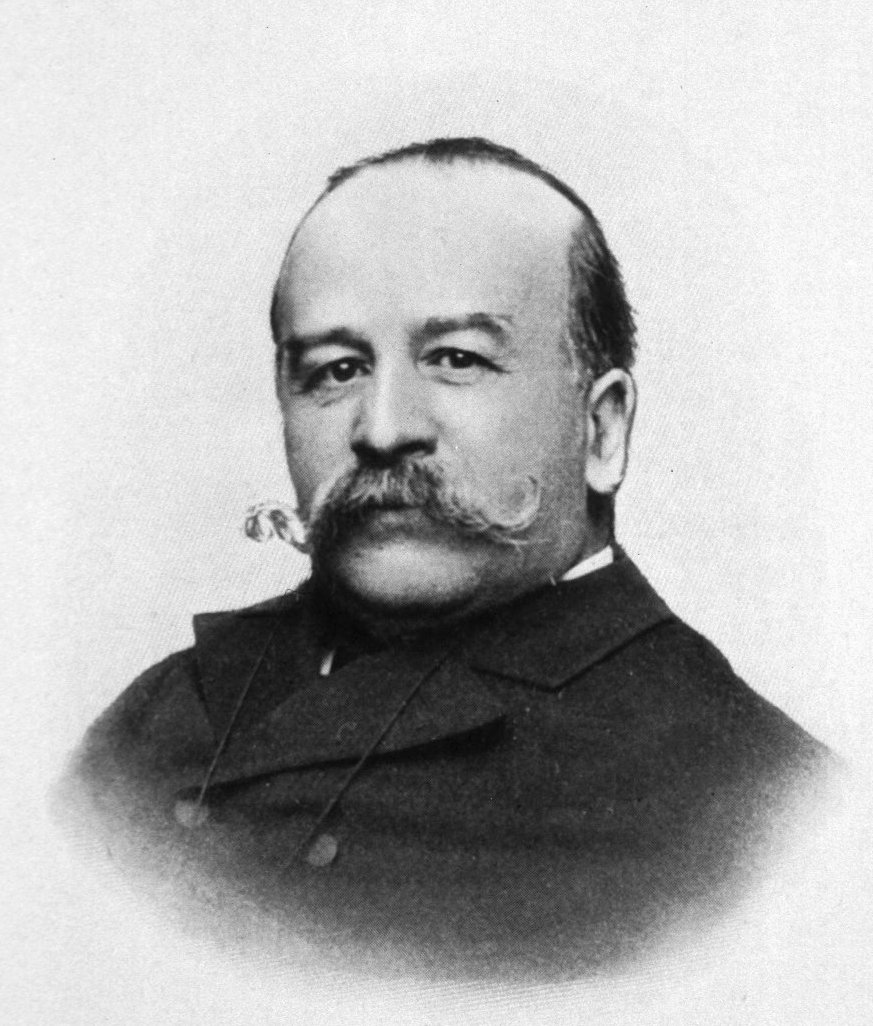
Alexandre Lacassagne

Émile Durkheim

Als eigenständiges Wissenschaftsgebiet entstand die Kriminologie im Rahmen des Positivismus im 19. Jahrhundert. Allen positivistischen Positionen – nicht nur innerhalb der Kriminologie – ist die Annahme gemeinsam, dass ein Erkenntnisgewinn einzig und allein durch die Erfahrungswissenschaften möglich ist. Der kriminologische Positivismus ist zudem durch die Annahme geprägt, dass Menschen durch äußere Umstände bzw. Persönlichkeitsmerkmalen zu ihren Taten „getrieben werden“, diese also gerade nicht aus der Entscheidungsfreiheit ableitbar sind, wie es noch in der „klassischen Schule“ der Aufklärungszeit postuliert worden war. Um welche Ursachen es geht, ist in der positivistischen Kriminologie des 19. und 20. Jahrhunderts umstritten. Es entstanden vier Hauptrichtungen: die Schule der Moralstatistiker, die italienische (kriminalanthropologische) Schule, die spätere französische (kriminalsoziologische) Schule und die Marburger Schule, die kriminalanthropologische und kriminalsoziologische Ursachen verknüpft.

#### Die Moralstatistik

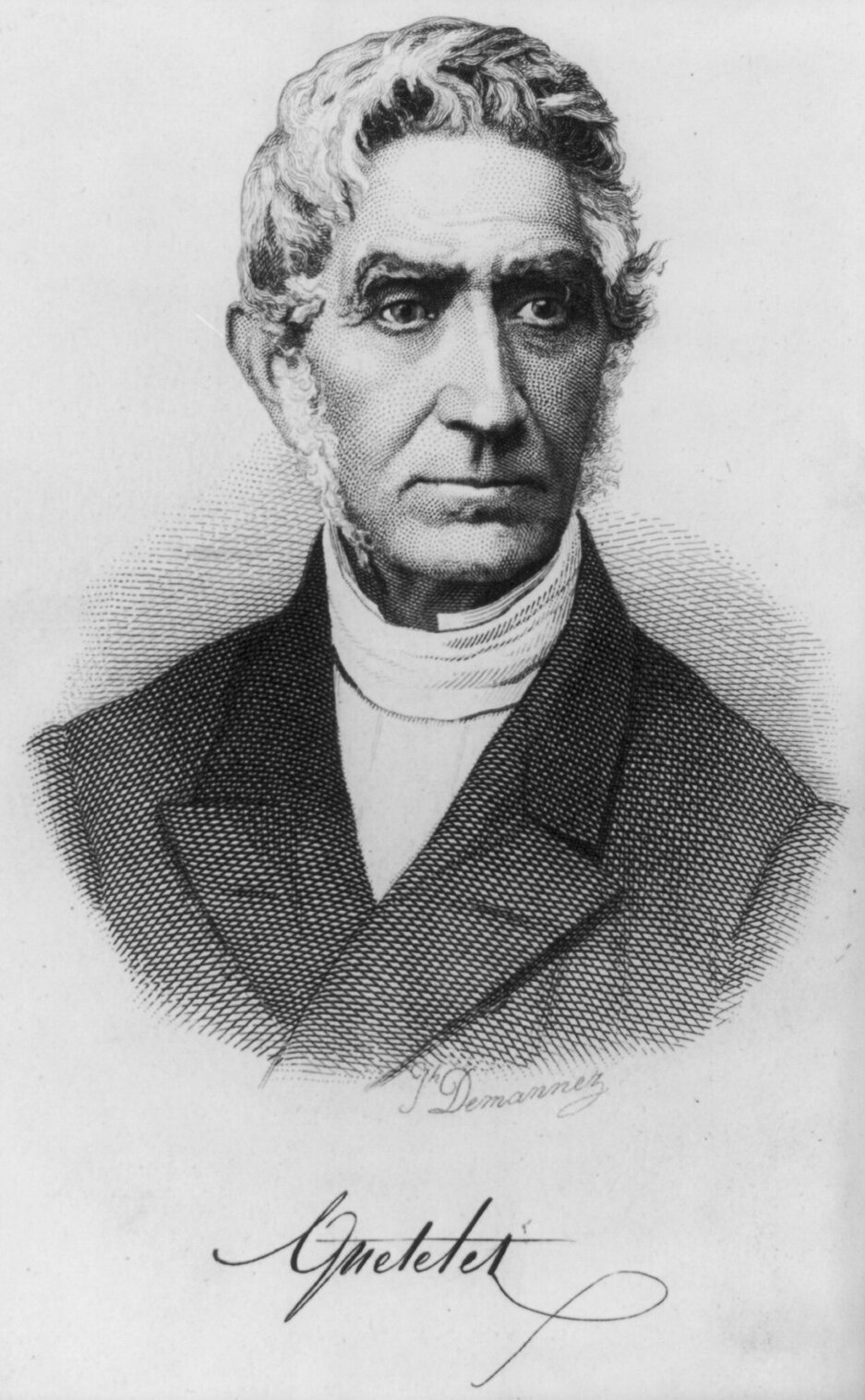
Adolphe Quetelet

Wichtige Impulsgeber für die Entstehung einer positivistischen Kriminologie waren zunächst Pioniere der Kriminalstatistik. Als solche traten ab den Zwanziger Jahren des 19. Jahrhunderts der Franzose André-Michel Guerry und (vor allem) der Belgier Adolphe Quetelet hervor. Sie nannten ihre Forschungsdisziplin Moralstatistik. Die Moralstatistiker analysierten die gerade erst aufgekommenen Kriminalstatistiken, wobei sie die Kategorien, in die diese Statistiken eingeteilt waren, relativ unkritisch von den Erstellern der Statistiken (dem Justiz- und Verwaltungsapparat) übernahmen. Ihre Arbeit war ein Versuch, die empirische Zugangsweise der Naturwissenschaften auf die Erforschung der Gesellschaft anzuwenden („Sozialphysik“). Ihr wichtigstes Ergebnis war, dass die Zahl der registrierten Straftaten von Jahr zu Jahr praktisch konstant bleibe. Quetelet nannte dies ein „Budget von erschreckender Regelmäßigkeit“. Er schrieb: „Wir können von vornherein festlegen, wie viele Individuen (im kommenden Jahr) ihre Hände mit dem Blut anderer Menschen besudeln werden, wie viele sich als Fälscher betätigen werden, wie viele sich als Giftmischer, ähnlich wie wir von vornherein Geburten- und Sterbeziffern des folgenden Jahres errechnen können.“

#### Die italienische (kriminalanthropologische) Schule
Hauptvertreter der kriminalanthropologischen Schule war der italienische Mediziner Cesare Lombroso; er wird weithin als Begründer der Kriminologie angesehen. Obwohl seine frühen Thesen als vollständig widerlegt gelten, war er der erste, der seine theoretischen Aussagen auf Basis von umfangreichen Studien entwickelte und einen strikt erfahrungswissenschaftlichen Ansatz zugrunde legte. Alfred Lindesmith und Yale Levin haben hingegen bereits früh den Standpunkt vertreten, es seien vielmehr Guerry und Quetelet – die Moralstatistiker – gewesen, die als erste einen strikt erfahrungswissenschaftlichen Ansatz ausgearbeitet hätten. Die Ansicht, es seien Lombroso und seine Schule gewesen, bezeichnen sie als „Lombrosian Myth“ (Lombrosianischen Mythos).
Lombroso glaubte feststellen zu können, dass sich Straftäter in vielen physischen und psychischen Anomalien von anderen Menschen unterscheiden. Er deutete diese als Ausdruck des atavistischen, degenerierten Entwicklungsstandes der Verbrecher. Dieser Entwicklungszustand hindere sie, sich an die Regeln der zivilisierten Gesellschaft anzupassen. Diese empirischen Befunde wurden später nicht bestätigt. Sie litten zudem an der Einseitigkeit des Forschungsinteresses, sozialen Ursachen maß Lombroso in seinen frühen Arbeiten keine Bedeutung zu. Erst später räumte er ein, dass nur etwa ein Drittel der Straftäter „geborene Verbrecher“ seien und in den übrigen Fällen soziale Faktoren wirkten. Auch Enrico Ferri, der zunächst Lombrosos Ausgangsthese teilte, setzte sich später für die Berücksichtigung sozialer Faktoren ein. Raffaele Garofalo, der der Kriminologie ihren Namen gab, vertrat die These, dass derjenige, der das „natürliche Verbrechen“ begehe, ein spezieller anthropologischer Typ sei, der an einem Mangel an uneigennützigem Empfindungsvermögen leide.
Garofalo vertrat einen materiellen Verbrechensbegriff, der sich von der Summe der positivrechtlich mit Strafe bedrohten Handlungen (formeller Verbrechensbegriff) unterscheidet. Als „natürliche Verbrechen“ (delicta mala per se) im Sinne dieses materiellen Verbrechensbegriffs definierte Garofalo nur Handlungen, die elementaren menschlichen Regungen zuwiderlaufen. Sie sind für Garofalo die eigentlichen Verbrechen und damit der Gegenstand der Kriminologie. Garofalo unterschied von diesen die Summe der positivrechtlich verbotenen Delikte, die sogenannten delicta mere prohibitiva, die mit den natürlichen Verbrechen zusammenfallen können, dies aber nicht müssen.

#### Die französische (kriminalsoziologische) Schule
Von der französischen Schule der Kriminologie wurden der kriminalanthropologische Ansatz abgelehnt und die gesellschaftlichen Entstehungsbedingungen von Kriminalität in den Mittelpunkt gestellt. Wichtige Impulse für diese Sichtweise kamen von den in vielen europäischen Ländern entstehenden kriminalstatistischen Datensammlungen.
Führende Theoretiker der französischen Schule waren Alexandre Lacassagne und Gabriel Tarde. Lacassagne vertrat die These, Nährboden der Kriminalität sei das Milieu. Von ihm stammt der Satz: „Jede Gesellschaft hat die Verbrecher, die sie verdient.“ Tarde sah die Hauptursache von Kriminalität in der Nachahmung und postulierte, dass ein Verbrecher nur das nachahmen könne, was andere ihm vorgemacht hätten. Daraus folgerte er: „Jedermann ist schuldig mit Ausnahme des Kriminellen.“
Laut Kunz/Singelnstein formulierten diese frühen Studien eher Programmansätze als prüfbare Annahmen. Sie verfolgten keine spezifisch-kriminalpräventiven Ziele, sondern wollten private karitative Bemühungen von Abstinenzverbänden und Besserungsvereinen sowie die staatliche Benachteiligtenhilfe fördern.
Eine besondere Rolle hat Émile Durkheim inne, der Ende des 19. Jahrhunderts die Kriminalsoziologie begründete. Er stellte die Forderung auf, Kriminalität gemäß den Regeln der von ihm begründeten soziologischen Methode („Soziales“ dürfe nur durch „Soziales“ erklärt werden) als sozialen Tatbestand zu betrachten. Kriminalität sei also – wie alle übrigen sozialen Tatbestände – nur durch soziale Tatsachen zu erklären. Lacassagne und Tarde hingegen hatten unter Mileueinflüssen nicht nur gesellschaftliche, sondern auch andere Umwelteinflüsse (wie beispielsweise giftige Abgase aus Fabrikschornsteinen usw.) verstanden, waren also dieser soziologischen Methode noch nicht gefolgt.
Im Gegensatz zu den positivistischen Kriminologen fragte er nicht nach den Ursachen des Verbrechens als individuellem Verhalten. Er betrachtete die Funktion des Verbrechens für die Gesellschaft und die Umstände, die die Entwicklung gesellschaftlicher Kriminalitätsraten beeinflussten. Für ihn war das Verbrechen keine zu bekämpfende sozialpathologische Erscheinung, sondern ein normales Element der modernen Industriegesellschaft, das sich aus der Sozialstruktur erklärte. In seinem 1895 veröffentlichten Werk Die Regeln der soziologischen Methode (Les règles de la méthode sociologique) bezeichnet Durkheim das Verbrechen als eine normale und notwendige Erscheinung für jede Gesellschaft. Es gebe nämlich keine Gesellschaft, in der keine Kriminalität existiere. Normal sei Kriminalität zunächst, weil es immer Menschen gebe, die Normen verletzten und strafbare Handlungen begingen. Notwendig sei das Verbrechen, weil es zur Stärkung und Weiterentwicklung der kollektiven Normentwicklung beitrage. In einer Gesellschaft, in der niemals Normen übertreten würden, könne es nämlich leicht zu einer Erstarrung des moralischen Bewusstseins kommen. Nur dann, wenn das Verbrechen in erhöhter Weise auftrete, könne kein Zweifel daran bestehen, dass dieses Übermaß dann nicht mehr normal, sondern krankhaft sei.
Der Umstand, dass es in jeder Gesellschaft Verbrechen gibt, ist für Durkheim nicht erklärungsbedürftig. Erhebliche Veränderungen des Kriminalitätsaufkommens müssten jedoch analysiert werden. Eine Gesellschaft gerät in den Zustand der Anomie, wenn es durch Veränderungen im gesellschaftlichen Gefüge, etwa durch Modernisierungsprozesse, zum Zusammenbruch der rechtlichen und sozialen Normen kommt. Durkheim entwickelte seine Überlegungen zur Anomie 1897 in seiner Schrift über den Selbstmord (Le suicide). Von späteren Theoretikern, insbesondere der nordamerikanischen Kriminologie – und dort Robert K. Merton – wurden seine Überlegungen auch auf die Erklärung des Verbrechens übertragen.

### 20. Jahrhundert: vom Anlage-Umwelt-Kompromiss bis zu ersten Pionieren einerakademischen Kriminologie

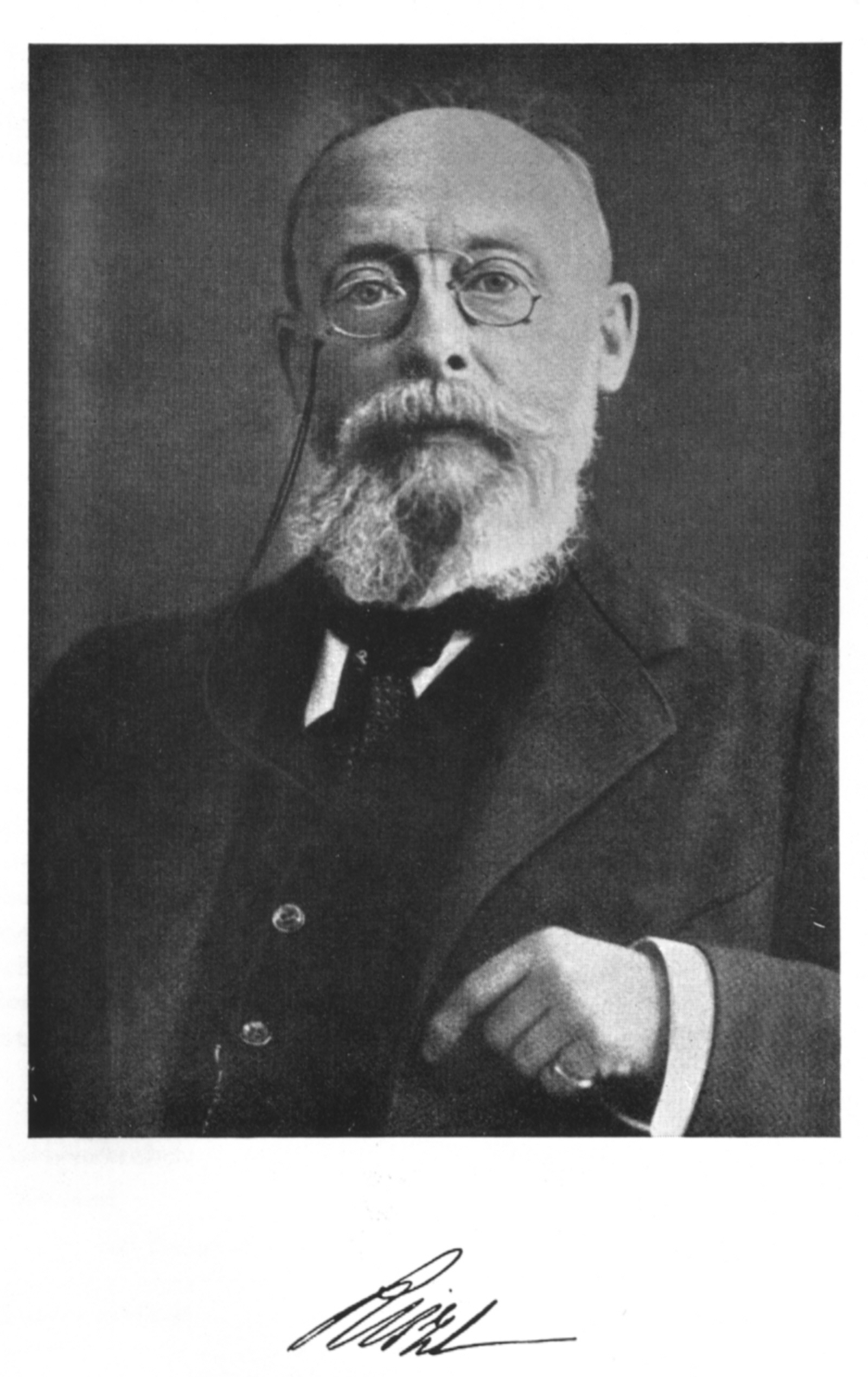
Franz von Liszt

Franz Exner

Zu Beginn des 20. Jahrhunderts setzten sich zunächst zunehmend wieder solche Stimmen durch, welche die Verbrechensursachen nicht ausschließlich in den Anlagen des Menschen vermuteten, sondern auch die Umwelt als Ursache mit einbezogen. Streitig war jedoch, welche Einflüsse hierbei als stärker zu gelten hatten, ob also die Anlage oder die Umwelt der dominierende Faktor sei. In diesem Zusammenhang entwickelte sich die von Franz von Liszt als Kompromiss aufgestellte sogenannte „Anlage-Umwelt-Formel“, wonach er das Verbrechen als Resultat der Eigenart des Täters und den diesen zur Tatzeit umgebenden äußeren Einflüssen beschrieb. Franz von Liszt selbst blieb zwar im Wesentlichen Strafrechtler und Kriminalpolitiker, der nicht selbst kriminologische Forschungen betrieb. Er forderte jedoch, beginnend mit seinem „Marburger Programm“ im Jahr 1882, eine Strafrechtsreform, die das geltende Tatstrafrecht mit seinem Gedanken der gerechten Vergeltung hin zu einem mehr auf den einzelnen Delinquenten eingehenden Strafrecht umwandeln sollte („Besserung der Besserungsfähigen“, Abschreckung potentieller Delinquenten, „Unschädlichmachung der Nichtbesserungsfähigen“). Und für die „zielbewusste Verwertung der Strafe als einer Waffe der Rechtsordnung in ihrem Kampfe gegen das Verbrechen“ hielt von Liszt kriminologische Ursachenforschung für unerlässlich. Die von ihm mit begründete sogenannte „gesamte Strafrechtswissenschaft“ umfasste neben der Strafrechtsdogmatik daher ausdrücklich auch Kriminologie und Kriminalistik. Eine erste literarische Frucht dieser „gesamten Strafrechtswissenschaft“ war die Gründung und Mitherausgeberschaft der bis heute bestehenden Zeitschrift für die gesamte Strafrechtswissenschaft durch von Liszt und Adolf Dochow im Jahr 1881.
Die deutschsprachige Kriminologie selbst wurde zu Beginn des 20. Jahrhunderts zunächst weitgehend von Psychiatern und ihrer Perspektive beherrscht. Zu nennen ist hier vor allem Gustav Aschaffenburg, dessen kriminologisches Hauptwerk Das Verbrechen und seine Bekämpfung (1. Aufl. 1903, 3. Aufl. 1923) bis in die 1930er Jahre hinein das maßgebliche Lehrbuch der noch jungen Disziplin blieb. Aschaffenburg gründete gemeinsam mit Franz von Liszt auch die erste deutschsprachige kriminologische Fachzeitschrift, die Monatsschrift für Kriminalpsychologie und Strafrechtsreform, für die beide seit 1904 als Herausgeber fungierten. Wie bereits aus dem Titel seines Lehrbuchs ersichtlich, war für Aschaffenburg – wie auch für von Liszt – eine Doppelperspektive wichtig: Neben die Erforschung des Verbrechens und seiner Ursachen sollten gleichberechtigt Überlegungen treten, wie die Kriminalität zu bekämpfen sei. Diese praxisbezogene, die Kriminalpolitik beraten wollende Perspektive (Kunz: „kriminologische Bedarfsforschung“) blieb für die Kriminologe lange Zeit – teilweise bis heute – maßgeblich. Als Gegenstück dieser „Bedarfsforschung“ bezeichnet Karl Ludwig Kunz eine seit den 1930er Jahren nachweisbare akademische Kriminologie. Als einer deren Pioniere bezeichnet Kunz Georg Rusche und Otto Kirchheimer, die das Kriminaljustizsystem auf Basis der marxistischen Gesellschaftstheorie kritisierten.
Im Sinne einer solchen akademischen Kriminologie erfolgte bereits ab den Dreißiger Jahren des 20. Jahrhunderts, hauptsächlich von den Vereinigten Staaten ausgehend, eine sozialwissenschaftlich orientierte Neuausrichtung der Kriminologie. Maßgebend beteiligt waren hier Edwin H. Sutherland und seine Schule. Sutherland begründete einerseits die Vorstellung von einer „Kriminalität der weißen Kragen“ (White Collar Crime), mit der er den Fokus der Kriminologie weg von der alleinigen Beschäftigung mit der Delinquenz der Unterschichten rücken wollte. Sutherland verstand hierunter Straftaten, die von „Personen mit hohem Ansehen und sozialem Status im Rahmen ihrer beruflichen Tätigkeit“ begangen werden. Zum anderen wurde der Forschungsgegenstand der Kriminologie auf die Instanzen der sozialen Kontrolle ausgedehnt. Kriminologie war für Sutherland seit 1934 nicht mehr nur eine Beschäftigung mit den Tätern, sondern eine Disziplin, die sich umfassend mit dem Verbrechen als einem sozialen Phänomen beschäftigen sollte. Das kriminologische Wissen sollte nach Sutherland das gesamte Spektrum von der Gesetzgebung, über die Gesetzesverstöße bis hin zu den Reaktionen auf Gesetzesverstöße umfassen. Dieses umfassende Verständnis von Kriminologie ist längst im wissenschaftlichen „Mainstream“ der Disziplin angekommen.

### Entwicklung im deutschsprachigen Raum bis zur Zeit des Nationalsozialismus

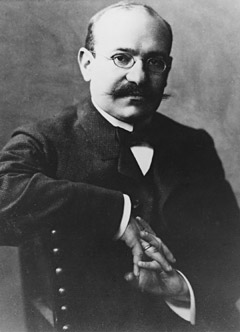
Gustav Aschaffenburg (um 1910)

Im engeren Sinne kriminologischer als ihr akademischer Lehrer selbst forschten im Anschluss an Franz von Liszt mehrere seiner rechtswissenschaftlichen Schüler. Franz Exner z. B., einer dieser Schüler Franz von Liszts und wichtiger Vertreter der deutschsprachigen Kriminologie in der ersten Hälfte des 20. Jahrhunderts, hielt zwar an dessen Anlage-Umwelt-Formel fest. Zusätzlich jedoch schuf er darüber hinausgehend die erste „soziologisch reine“ Definition der Kriminalsoziologie im deutschsprachigen Raum, die das Verbrechen als gesellschaftliche Erscheinung zu beschreiben und in seiner gesellschaftlichen Bedingtheit zu begreifen suchte. Der Historiker Richard Wetzell bezeichnete Exner daher sogar als den zu seiner Zeit führenden Krimnalsoziologen Deutschlands (Germany’s preeminent criminal sociologist). Exner war hierbei sogar so weit gegangen, das Forschungsfeld der Kriminalsoziologie auf die Instanzen der sozialen Kontrolle (vor allem der Justiz) und auf eine empirische Untersuchung der Strafvorstellungen der Gesellschaft auszuweiten. Nach der Weimarer Republik kehrte jedoch auch Franz Exner zu einer eher anlageorientierten Sichtweise zurück, wenn er auch die kriminalsoziologische Betrachtungsweise nie gänzlich aufgab und die Anlage-Umwelt-Formel für ihn bis zum Ende maßgeblich blieb.
Während der Zeit des Nationalsozialismus standen die neuen Machthaber der Kriminologie interessanterweise zunächst skeptisch gegenüber, da sie diese für eine zunehmende „Verweichlichung der Strafrechtspflege“ vor allem in der Weimarer Zeit verantwortlich machten. In der Tat hatte Franz Exner, auf den sich diese Kritiker teilweise beriefen, in seiner Studie über die Strafzumessungspraxis der deutschen Gerichte auf eine solche Entwicklung aufmerksam gemacht. Viele Kriminologen – selbst der später von Antisemitismus betroffene jüdische Gelehrte Gustav Aschaffenburg – bemühten sich geflissentlich darum, diese Zweifel an ihrer Wissenschaft auszuräumen. Sie betonten, dass gerade die Kriminologie sich immer für den Gesellschaftsschutz und die öffentliche Sicherheit starkgemacht habe. Adolf Lenz, Gründer und Vorsitzender der 1927 entstandenen Kriminalbiologischen Gesellschaft, ging noch einen Schritt weiter und stellte sich voll hinter das neue Regime. Dölling zufolge wirkte die Kriminologie zwar auch weiterhin nicht als treibende Kraft des nationalsozialistischen Terrors, die Überbetonung des kriminalbiologischen Denkens habe jedoch die Durchsetzung nationalsozialistischer Ideen im Strafrecht gefördert, indem es diesen gleichsam eine wissenschaftliche Legitimation verlieh. Innerhalb der Kriminologie selbst sei es jedoch zu keinem Bruch mit der Weimarer Zeit gekommen, vielmehr wurden die bereits zuvor vorhandenen kriminalbiologischen Denkansätze zulasten soziologischer Perspektiven ausgebaut und überbetont.
Auch weiterhin wurde seitens vieler Kriminologen (exemplarisch nennt Dieter Dölling etwa Edmund Mezger und Franz Exner) zwar formal am Anlage-Umwelt-Kompromiss festgehalten. Das Anlagedenken, das der biologistischen Ideologie der neuen Machthaber nahe stand, rückte allerdings auch bei diesen Autoren wieder deutlich weiter in den Vordergrund. Dies lässt sich rein äußerlich bereits daran erkennen, dass die „Monatsschrift für Kriminalpsychologie und Strafrechtsreform“ ab 1937 in „Monatsschrift für Kriminalbiologie und Strafrechtsreform“ umbenannt wurde. Gustav Aschaffenburg sah sich gezwungen, seine Mitherausgeberschaft der Zeitschrift im Jahr 1935 aufzugeben und emigrierte 1938 in die Vereinigten Staaten.

### Von der zweiten Hälfte des 20. Jahrhunderts bis in die Gegenwart

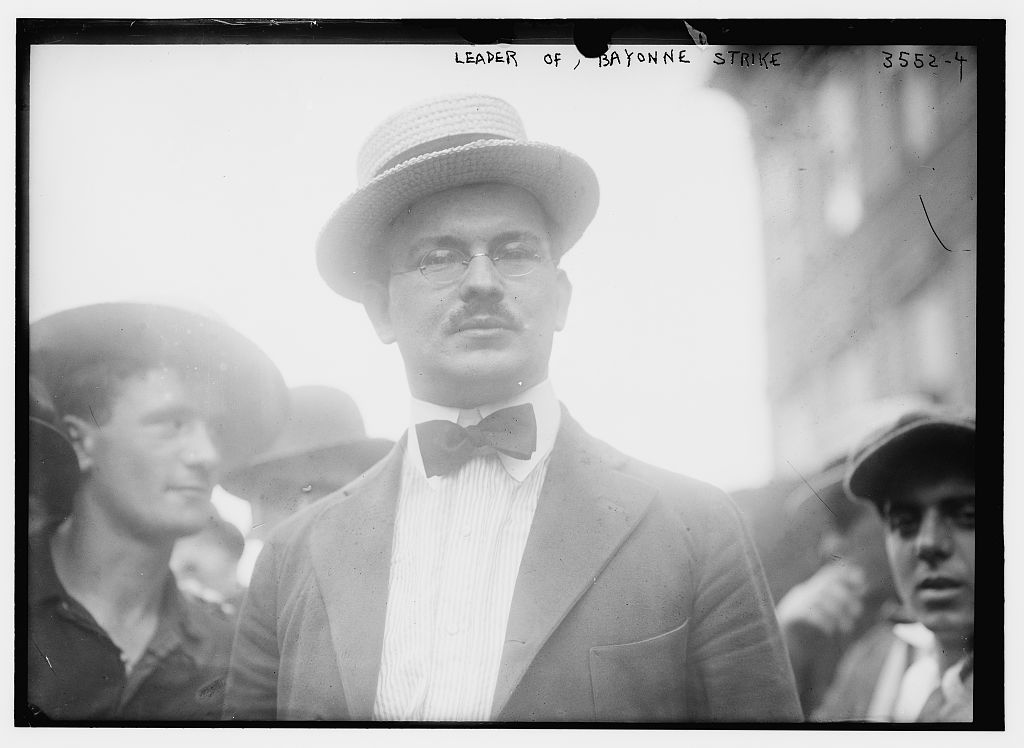
Frank Tannenbaum

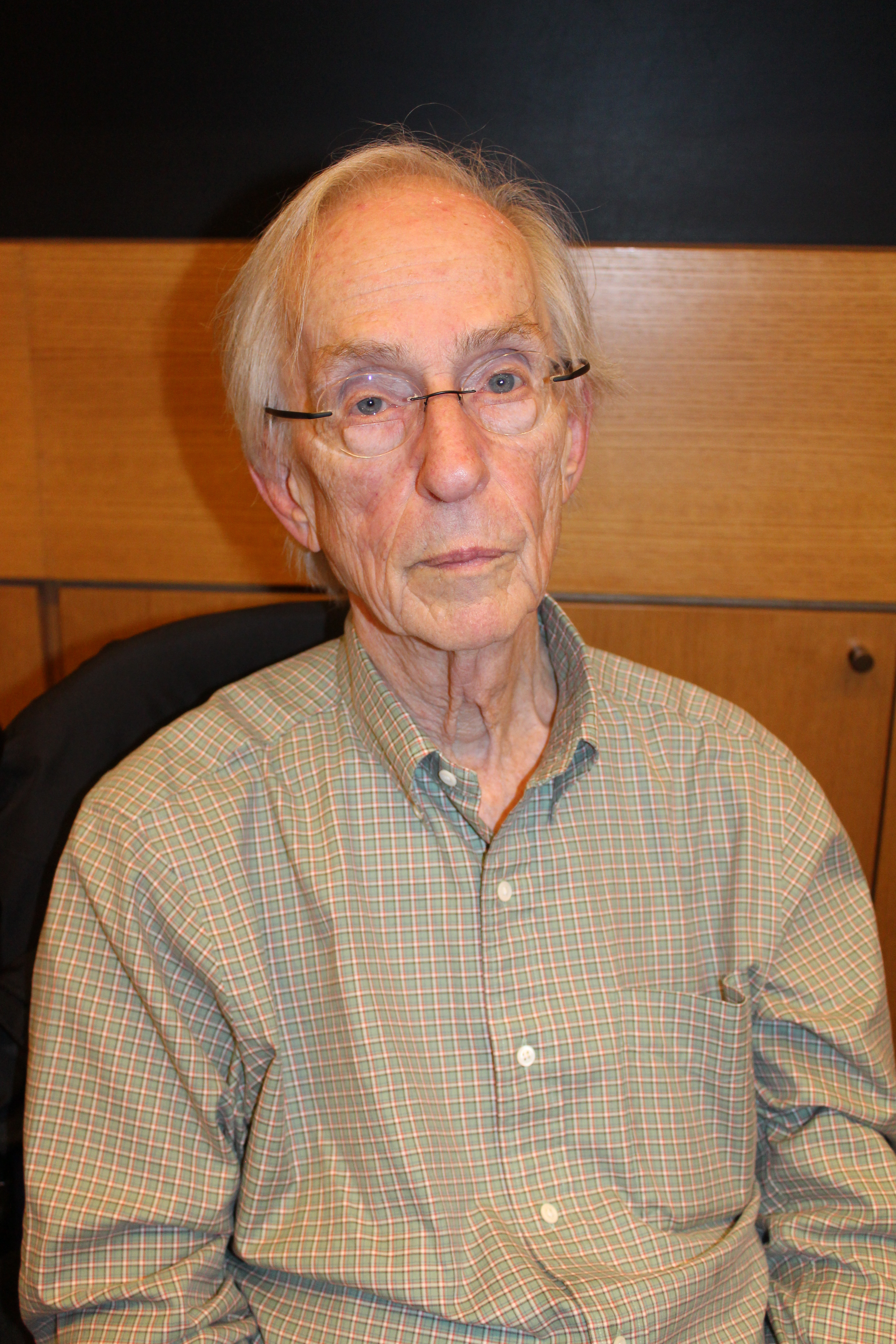
Howard S. Becker

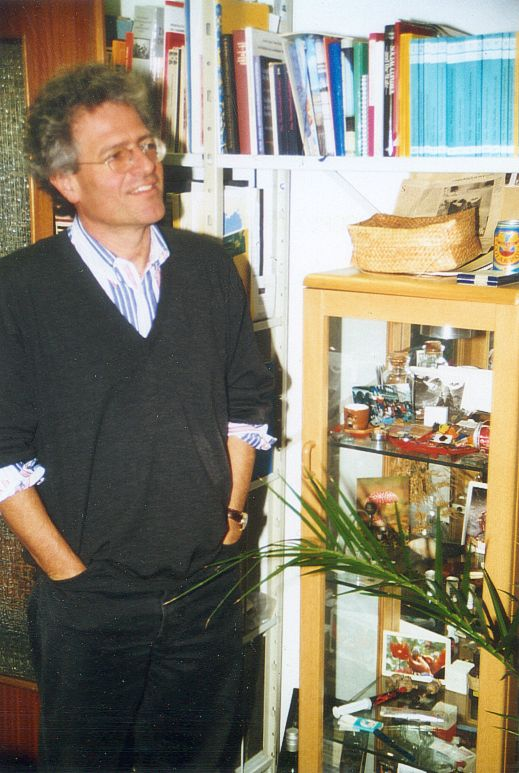
Sebastian Scheerer

Die Zeit biologischer, überwiegend anlagebedingter Erklärungsansätze war auch in der zweiten Hälfte des 20. Jahrhunderts noch keineswegs abgelaufen. Karl Ludwig Kunz und Tobias Singelnstein sprechen in diesem Zusammenhang von Biokriminologie. Nicht alle Theorien aus dem Bereich der Biokriminologie sind jedoch rein anlagebezogen. Häufiger sind solche Untersuchungen, die zwar bei der Anlage ansetzen, jedoch von vornherein auch Umwelteinflüsse für möglich halten. Zu nennen wären beispielsweise die Adoptions- und die Zwillingsforschung, die Kunz und Singelnstein deshalb auch nicht als biologische, sondern als „biosoziale“ Erklärungsansätze bezeichnen. Ferner wurde zeitweilig – diesmal jedoch wirklich überwiegend anlagebezogen – von der Existenz eines sogenannten Mörderchromosoms ausgegangen (überzähliges Y-Chromosom oder XYY-Syndrom). Nähere Untersuchungen haben die Existenz eines solchen „Mörderchromosoms“ unter Männern jedoch zweifelhaft erscheinen lassen. Es zeigte sich unter Strafgefangenen im Vergleich zur Gesamtbevölkerung kein signifikant höherer Anteil von „XYY-Männern“.
Bereits seit den 1930er Jahren, verstärkt seit den 1950er Jahren, besteht die Perspektive des Labeling Approaches, zu deutsch: ‚Etikettierungsansatz‘. In bewusster Abgrenzung zur ätiologisch orientierten Kriminologie erklären die Anhänger des Etikettierungsansatzes die Entstehung von Kriminalität nicht dadurch, dass sie sie kausal auf in der Person des Täters oder in der gesellschaftlichen Struktur gelegene Ursachen zurückführen. Kriminalität ist dieser Ansicht zufolge vielmehr das Ergebnis eines gesellschaftlichen Zuschreibungsprozesses. Bereits der „Urvater“ des Etikettierungsansatzes, Frank Tannenbaum, hatte im Jahr 1938 formuliert: „The young delinquent becomes bad, because he is defined as bad“ („Der junge Straftäter wird schlecht/böse, weil er als schlecht/böse definiert wird“). Teile des Labeling-Approaches sind dem (strafrechtlichen) Abolitionismus zuzuordnen. Seine Vertreter gehen davon aus, dass Kriminalität ubiquitär (d. h. allgemein verbreitet) sei und lediglich gewisse Schichten der Gesellschaft seitens des Gesetzgebers sowie der Strafverfolgungsbehörden als Verbrecher „herausselektiert“ – und damit etikettiert – würden.
Eine besondere Rolle spielt der Etikettierungsansatz für die Vertreter der ab den Sechziger Jahren des Zwanzigsten Jahrhunderts entstandenen kritischen Kriminologie, die dezidiert herrschaftskritische Positionen einnimmt. In dieser wurden zunächst die vorhandenen „Klassiker“ des Etikettierungansatzes wie Howard S. Becker mit ihrer Unterscheidung zwischen „primärer“ und „sekundärer Devianz“ rezipiert. Wichtige Vertreter der deutschsprachigen Kritischen Kriminologie wie der Soziologe Fritz Sack und der Jurist Peter-Alexis Albrecht gehen noch einen Schritt weiter. Sie betrachten den Etikettierungsansatz nicht nur als eine wichtige Ergänzung zu herkömmlichen, am Täterhandeln anknüpfenden kriminologischen Ansätzen. Vielmehr sei die Perspektive der Kriminalisierung allein entscheidend. In Umkehrung des strafrechtlichen Prinzips „keine Strafe ohne Gesetz“ (nulla poena sine lege) könne man nämlich davon sprechen, dass es eben erst das Strafgesetz sei, dass die kriminalisierten Tatbestände und somit auch die Kriminalität selbst schaffe. Hinzu kommen die anderen am Kriminalisierungsprozess beteiligten Institutionen wie die Justiz und die Polizei. Kriminalität als individuelles Phänomen könne allein als Zuschreibungsprozess all dieser Instanzen verstanden werden. Als objektive Handlungsqualität, wie dies die traditionelle Kriminologie angenommen habe, existiere Kriminalität hingegen gar nicht. Allein die Etikettierungsperspektive könne somit aus der sich dem strafrechtlichen Präventionsinteresse unterordnenden traditionellen Kriminologie eine autonome Kriminologie (Albrecht) bzw. eine Strafrechtssoziologie (Sack) machen.
Diese Art von Kritischer Kriminologie wurde so zu einer Disziplin, die sich – so formulieren es Henner Hess und Sebastian Scheerer – „vom gesamten Komplex der Ursachenforschung, aber auch von den Begriffen der Tat, des Täters und des Opfers verabschiedet hatte“. Als Perspektivenerweiterung wurde der Etikettierungsansatz hingegen auch von Forschern, die der Kritischen Kriminologie eher fern stehen, längst in den wissenschaftlichen Mainstream integriert. Auch die „herkömmliche“ Kriminologie habe sich daher – so Hess/Scheerer im Jahr 2011 – dem sozialwissenschaftlichen Diskurs gegenüber mittlerweile vollständig geöffnet. Sie sei auf diese Weise zu einer interessanteren und vielfältigeren Wissenschaft geworden. Michel Foucaults gegenüber der Kriminologe in den Siebziger Jahren geäußerter Vorwurf, diese verharre als Wissenschaft auf einem unglaublich niedrigem Niveau, gehöre somit endgültig der Vergangenheit an.
Die wissenschaftlich – nach Henner Hess und Sebastian Scheerer – so interessant und vielfältig gewordene Kriminologie sah sich zumindest in Deutschland Anfang der 2010er Jahre institutionellen Schwierigkeiten ganz anderer Art gegenüber. Wegen der eher rückläufigen Möglichkeiten, Kriminologie in Deutschland als Studienfach bzw. Studienschwerpunkt zu belegen, bezeichnete Frank Neubacher die Kriminologie nämlich im Jahr 2013 als „eine vom Aussterben bedrohte Disziplin.“ Sie werde aufgrund von Sparzwängen an den juristischen Fakultäten trotz hoher gesellschaftlicher Relevanz ihrer Inhalte und anhaltend hohem studentischem Interesse am Schwerpunktbereich Kriminologie immer häufiger verdrängt. Kriminologische Lehrstühle würden zunehmend durch Strafrechtler ersetzt. Hans-Jörg Albrecht bedauerte im selben Beitrag, dass eine empirisch ausgerichtete Kriminologie nur noch selten zu finden sei und die an den Fakultäten verbleibende Kriminologie sich „in einen juristisch geprägten Annex“ zurückbilde. In Hamburg wurde zudem das Institut für Kriminologische Sozialforschung, an dem Kriminologie im Rahmen eines sozialwissenschaftlich ausgerichteten Masterstudiums absolviert werden konnte, geschlossen. Auch der entsprechende Studiengang wird bis 2028 auslaufen. Allerdings wird zumindest an den juristischen Fakultäten die Situation für das Fach mittlerweile (2023) nicht mehr als so kritisch beurteilt. Mindestens 68 Prozent der juristischen Fakultäten verfügten nach wie vor über ein kriminologisches Institut, einen Lehrstuhl oder eine Professur. Die Situation sei nicht so aussichtslos, wie dies zu Beginn der 2010er Jahre prognostiziert worden sei.

## Viktimologie
Die Viktimologie befasst sich als Teildisziplin der Kriminologie mit den Opfern von Straftaten. Die erst seit wenigen Jahrzehnten bestehende Disziplin wurde durch bestimmte Befunde der Dunkelfeldforschung angeregt und befasst sich u. a. mit Theorien zu der Frage, warum einige Menschen eher zu Opfern von Straftaten werden als andere.

### Lehrbücher und Gesamtdarstellungen
- Peter-Alexis Albrecht: Kriminologie. Eine Grundlegung zum Strafrecht. 4. Auflage. Beck, München 2010, ISBN 978-3-406-60007-4.
- Britta Bannenberg, Dieter Rössner: Kriminalität in Deutschland. Beck, München 2005, ISBN 3-406-50884-7.
- Michael Bock: Kriminologie. 5. Auflage. Vahlen, München 2019, ISBN 978-3-8006-5916-6.
- Dieter Dölling, Dieter Hermann, Christian Laue: Kriminologie. Ein Grundriss. Springer, Berlin 2022, ISBN 978-3-642-01472-7.
- Ulrich Eisenberg und Ralf Kölbel: Kriminologie. 7. Auflage. Mohr Siebeck, Tübingen 2017, ISBN 978-3-16-153013-5.
- Hans Göppinger, Michael Bock (Hrsg.): Kriminologie. 6. Auflage. München 2008, ISBN 978-3-406-55509-1.
- Günther Kaiser: Kriminologie. Ein Lehrbuch. 3. Auflage. Müller, Heidelberg 1996, ISBN 3-8114-6096-X.
- Günther Kaiser, Hans-Jürgen Kerner, Fritz Sack, Hartmut Schellhoss (Hrsg.): Kleines kriminologisches Wörterbuch. 3. Auflage. C. F. Müller, Heidelberg 1993, ISBN 3-8252-1274-2.
- Karl-Ludwig Kunz und Tobias Singelnstein: Kriminologie. Eine Grundlegung. 8. Auflage. Haupt Verlag, Bern 2021, ISBN 978-3-8252-5643-2.
- Bernd-Dieter Meier: Kriminologie. 6. Auflage. Beck, München 2021, ISBN 978-3-406-76343-4.
- Frank Neubacher: Kriminologie. 5. Auflage. Nomos, Baden-Baden 2023, ISBN 978-3-8487-7510-1.
- Hans-Dieter Schwind: Kriminologie und Kriminalpolitik. Eine praxisorientierte Einführung mit Beispielen. 24. Auflage. Kriminalistik Verlag, Heidelberg 2021, ISBN 978-3-7832-1000-2.

### Geschichte der Kriminologie
- Imanuel Baumann: Dem Verbrechen auf der Spur. Eine Geschichte der Kriminologie und Kriminalpolitik in Deutschland, 1880 bis 1980. Wallstein, Göttingen 2006, ISBN 3-8353-0008-3.
- Peter Becker: Verderbnis und Entartung. Eine Geschichte der Kriminologie des 19. Jahrhunderts als Diskurs und Praxis. Vandenhoeck & Ruprecht, Göttingen 2002, ISBN 3-525-35172-0.
- Silviana Galassi: Kriminologie im Deutschen Kaiserreich. Geschichte einer gebrochenen Verwissenschaftlichung. Franz Steiner, Stuttgart 2004, ISBN 3-515-08352-9.
- Richard Wetzell: Inventing the Criminal. A History of German Criminology, 1880-1945. The University of North Carolina Press, Chapel Hill and London 2000, ISBN 1-4696-1382-4.

### Sammlungen kriminologischer Grundlagentexte
- Fritz Sack, René König (Hrsg.): Kriminalsoziologie. 3. Auflage. Akademische Verlagsgesellschaft, Wiesbaden 1979, ISBN 3-400-00126-0.
- Daniela Klimke, Aldo Legnaro (Hrsg.): Kriminologische Grundlagentexte. Springer VS, Wiesbaden 2016, ISBN 978-3-658-06503-4.
- Christina Schlepper, Jan Wehrheim (Hrsg.): Schlüsselwerke der Kritischen Kriminologie. Beltz, Weinheim 2017, ISBN 978-3-7799-3484-4.
- Aldo Legnaro, Daniela Klimke (Hrsg.): Kriminologische Diskussionstexte I. Verurteilen und Strafen. Springer VS, Wiesbaden 2022, ISBN 978-3-658-22004-4.
- Aldo Legnaro, Daniela Klimke (Hrsg.): Kriminologische Diskussionstexte II. Kontrollieren und Überwachen. Springer VS, Wiesbaden 2022, ISBN 978-3-658-22006-8.